# Ra'ouf Mus'ad
Ra’ouf Mus'ad (sau Raouf Moussad-Basta) (n. 1937 - ...) este un dramaturg, jurnalist și romancier egiptean.